# Orgel von St. Martin (Memmingen)
Die Orgel von St. Martin befindet sich in der Stadtpfarrkirche St. Martin im oberschwäbischen Memmingen. Diese ist in ihrer heutigen Form eine um 1325 begonnene und um 1500 vollendete dreischiffige Basilika und die Hauptkirche des evangelisch-lutherischen Kirchenbezirkes Memmingen. Seit über 500 Jahren gibt es eine Orgel in der Martinskirche.
Das heutige Instrument wurde 1998 von Orgelbau Goll gebaut und in Anlehnung an Orgeln der französischen Romantik disponiert. Es wird sowohl im Gottesdienst, als auch bei Konzerten und Meisterkursen gespielt, des Weiteren dient sie häufig zur Einspielung von Tonträgern.

## Baugeschichte

### Spätgotische Orgel
Die erste Orgel in St. Martin wurde erstmals 1453 erwähnt, um 1400 angeschafft und frühestens 1420, nach Vollendung des Hauptschiffes, auf einer Schwalbennestempore auf der südlichen Hochschiffwand aufgebaut. Der Zugang erfolgte über ein Treppentürmchen am vorderen südlichen Vorzeichen. Die Blasebälge befanden sich vermutlich über dem Seitenschiff in einer Kammer. Die Orgel wurde wahrscheinlich als Blockwerk und mit getrennt spielbarem Prinzipal gebaut. Bei den nachfolgenden Bauarbeiten in St. Martin musste sie nicht verändert werden. Der Chronist Jakob Friederich Unold berichtet, dass die Orgel erstmals 1478 im Gottesdienst gespielt wurde.
Erster Kantor war vermutlich Friedrich Rebmann aus Mainz. 1500 stellte die Stadt bis auf Widerruf den Organisten Albrecht Fischer ein, der für die Orgeln in St. Martin und in der zweiten Stadtpfarrkirche, Unser Frauen, zuständig war. Er wurde jeweils zum Quatember mit zwölf Pfund und zehn Schillingen besoldet, musste aber die Kalkanten selbst bezahlen. 1528 wurde die Orgel im Zuge der Reformation in Memmingen, die in dieser Zeit an Ulrich Zwingli und dessen reformatorischem Bildersturm orientiert war, entfernt. Die evangelischen Geistlichen von St. Martin wollten den Gottesdienst aber wieder mit Orgelmusik gestalten, weshalb 1568 man sich mit einem Positiv behalf. Dessen damaliger Standort ist nicht bekannt.

### Neubau durch Andreas Schneider 1598/1599

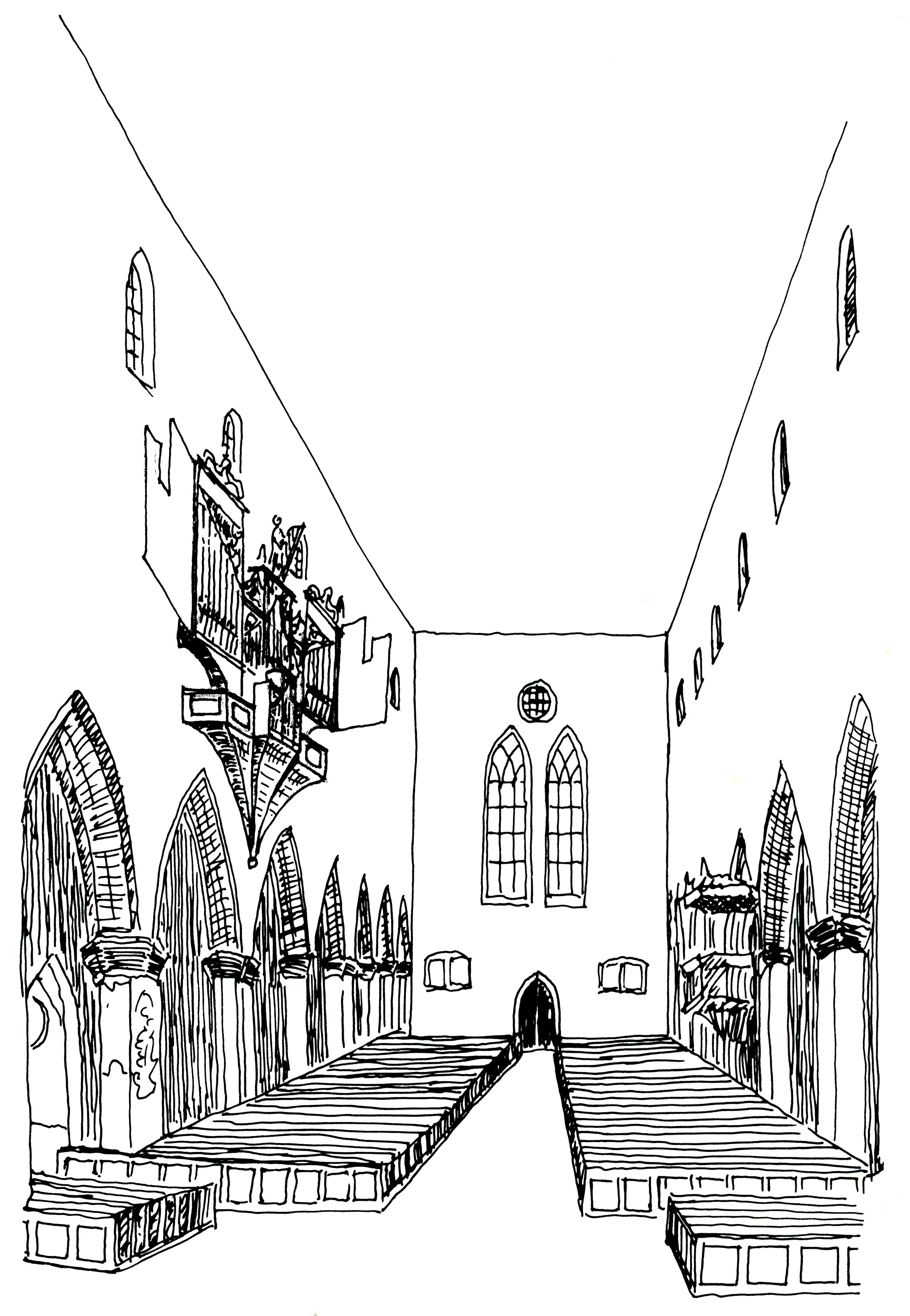
Orgel von 1598 (links oben)

Seit dem Bildersturm in der Reformationszeit existierte in der Reichsstadt Memmingen keine repräsentative Orgel mehr. Nachdem sich die Pfarrer der beiden Stadtpfarrkirchen seit 1550 immer wieder vergeblich für die Anschaffung eines neuen, großen Instruments eingesetzt hatten, lenkte der Rat 1597, unter dessen Herrschaft die Kirchen seit der Reformation standen, ein. Er beauftragte Andreas Schneider aus der Niederlausitz, der in Ulm als Orgelbauer tätig war, mit dem Bau einer neuen Orgel. Schneider, der mit seinen Gesellen während der Bauzeit 1598/1599 in der Stadt wohnte, erhielt für seine Arbeit 5.000 Gulden. Die Orgel wurde auf dem Schwalbennest ihrer Vorgängerin aufgestellt. Das Gehäuse war reich vergoldet und mit Schnitzwerk und vielen Engelsköpfen verziert. Auf dem Mittelturm trug das Gehäuse eine Statue des Königs David, die heute auf der Brüstung der Goll-Orgel steht. Auf den Deckeln des Orgelgehäuses befanden sich Bildnisse der Bürgermeister Hartlieb, Keller und Funk, des Pfarrhofpflegers und mehrerer anderer Personen. Die Bemalungen waren vermutlich an den Brüstungsfeldern des Rückpositivs befestigt. Die Flügeltüren trugen alttestamentliche Bildnisse.
Nach der Fertigstellung bezeichnete der fuggersche Hoforganist Hans Leo Haßler am 21. November 1599 die Orgel „als gelungen“. Zwei Jahre später wurden allerdings Fehler festgestellt, die von Schneider behoben werden konnten. 1681 reparierte Johannes Riegg die Orgel. In einer Prospektpfeife war folgende Inschrift zu lesen: „Johannes Riegg, Orgelmacher und Organist daselbst, das Orgelwerk zu Memmingen renov. den 1. Heumonat 1681“. Riegg nahm vermutlich keine Änderungen am Klang vor und reparierte lediglich die Technik, wobei er das Instrument allerdings mehr demolierte als reparierte. Die damalige Disposition ist nicht erhalten. Im Vergleich mit anderen Werken Rieggs, vor allem dem im Ulmer Münster und den späteren Überarbeitungen war sie vermutlich wie folgt aufgebaut:
| Hauptwerk C–c3 |       |
| Principal      | 08′   |
| Coppel         | 08′   |
| Hohlflete      | 08′   |
| Quintatöne     | 08′   |
| Octav          | 04′   |
| Rorflete       | 04′   |
| Spitzflete     | 04′   |
| Quint          | 03′   |
| Superoctav     | 02′   |
| Hörnle II      |       |
| Mixtur IV      | 01′   |
| Cymbalum IV    | 01⁄2′ |
| Trombette      | 08′   |
|                |       |
| Tremulant      |       |

| Rückpositiv C–c3 |        |
| Principal        | 04′    |
| Coppelflete      | 04′    |
| Octav            | 02′    |
| Spitzflete       | 02′    |
| Quint            | 01 ⁄2′ |
| Mixtur III       | 01′    |
| Cymbalum II 0    | 01⁄2′  |
| Brumhorn         | 04′    |
|                  |        |
| Tremulant        |        |

| Pedal C–h1      |     |
| Großprincipal 0 | 16′ |
| Octavenbaß      | 08′ |
| Großprincipal   | 04′ |
| Harfe IV        | 04′ |
| Posaunenbaß     | 08′ |

- Spielhilfen: Sperrventile zum Hauptmanual und zum Rückpositiv.

1656 baute Stadtbaumeister Knoll zwischen dem Triumphbogen am Choreingang und dem ersten Pfeilerpaar eine brücken- beziehungsweise lettnerartige Empore ein, vermutlich als Ort für Sänger und Instrumentalisten, die allein oder zusammen mit der Orgel musizierten, da das Schwalbennest nicht den Platz für eine größere Anzahl von Personen bot. Auch für die Aufführungspraxis der zu dieser Zeit beliebten mehrchörigen Musik lag es nahe, Musiker auf mehrere Emporen zu verteilen. Auf dieser Empore stand bis 1827 auch eine kleine Orgel, die später in die Kinderlehrkirche gebracht und dort bis 1874 verwendet wurde. Sie war wahrscheinlich vom Orgelbaumeister Siegmund Riegg angefertigt worden.
Die Disposition war:
| Manual C–c3 |     |        |
| Cupel       | 08′ | 0 Holz |
| Principal   | 04′ | 0 Zinn |
| Flöte       | 04′ | 0 Holz |
| Cimbel      | 02′ | 0 Zinn |
| Salizional  | 02' | 0 Zinn |
| Mixtur      | 03′ | 0 Zinn |

### Reparatur durch Gabler 1759

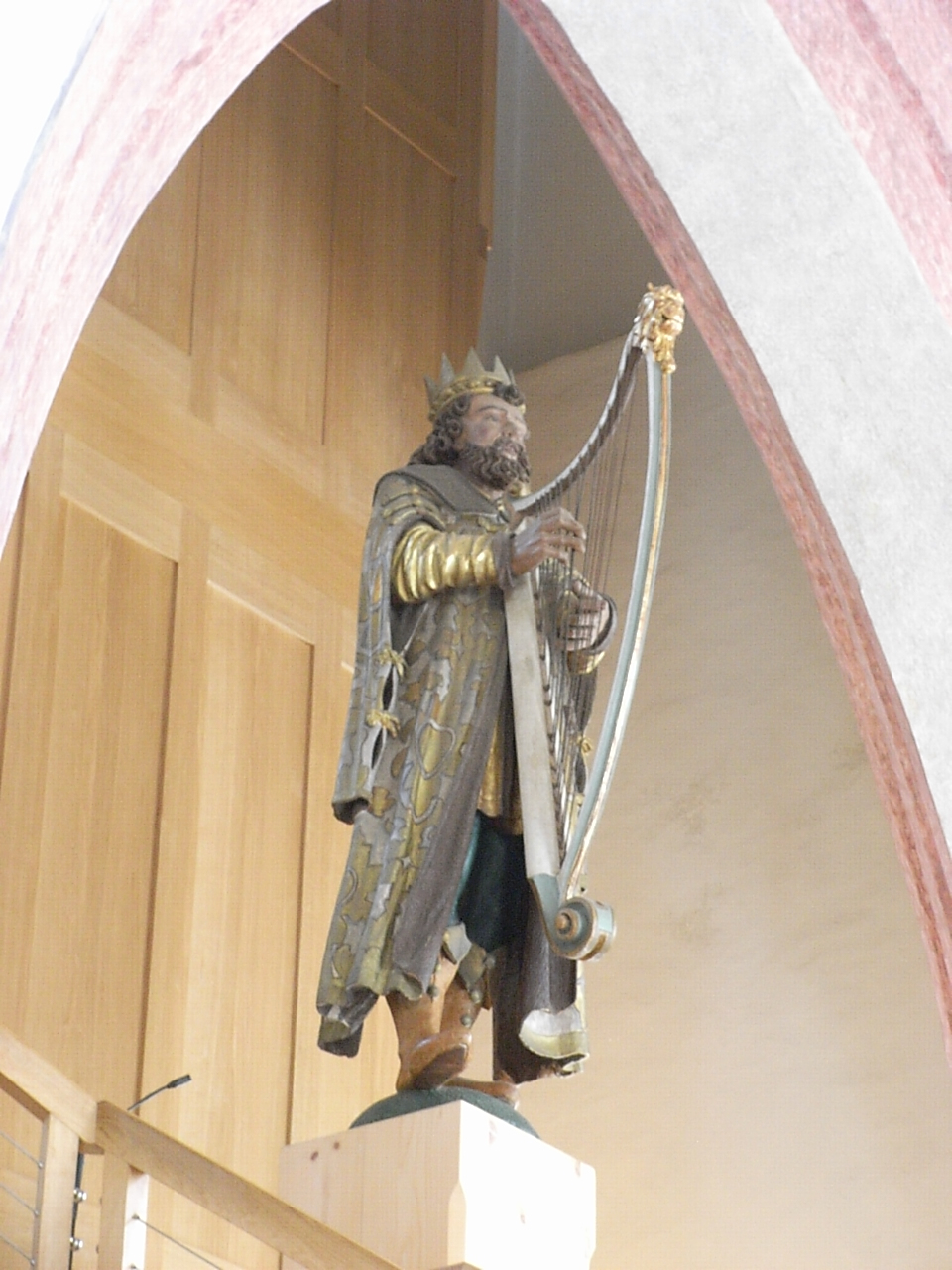
Orgelstatue

Nach Rieggs mangelhafter Instandsetzung wurde 1758 Joseph Gabler beauftragt, eine erneute Reparatur durchzuführen, diese dauerte 15 Monate. Gabler überholte auch die Orgeln in der Lateinschule und im Collegium musicum. Alle drei Instandsetzungen waren insgesamt mit 400 Gulden veranschlagt worden, am Ende kosteten sie 1.500 Gulden, von denen die Stadt 1.080 bezahlte. Zwei Monate später zahlte der Rat auf Bitten Gablers weitere 30 Gulden. Bei der Instandsetzung wurde die Disposition modernisiert, indem Gabler seine typischen Klangelemente einfügte. Im Stadtarchiv ist dazu zu lesen: „Er hat die Orgel wohl repariert und in vollkommenen Stand gestellt, daß man darob ein seltsames Vergnügen gefunden.“ Johann Nepomuk Holzhey überholte die Orgel zuletzt 1778 für 433 Gulden. Nachdem Memmingen 1802 die Reichsfreiheit verloren hatte und 1803 dem Kurfürstentum Bayern einverleibt worden war, gelangte auch St. Martin kirchenrechtlich zum Kurfürstentum.
1807 untersuchten der Organist Johann Konrad Ellmer, der Orgelbauer Georg Rabus und der Musikdirektor der Stadt, Georg von Unold, die große Orgel und kamen zu dem Ergebnis, dass sie reparaturbedürftig war. Für eine notdürftige Reparatur errechneten sie einen Betrag von 18, für eine umfangreiche Instandsetzung 140 Gulden, was jedoch beides aus Kostengründen abgelehnt wurde. Nachdem das Schwalbennest immer baufälliger geworden war, entschloss sich die Kirchengemeinde 1827, es aufzugeben. Es wurde im selben Jahr zurückgebaut und die Orgel durch Meinrad Dreher aus Illereichen an die Westwand des Hauptschiffes versetzt. Dreher reparierte dabei das komplette Instrument, fügte die beiden neuen Rohrwerke Bombard 16′ und Clairon 4′ hinzu und entfernte die beiden Tremulanten, das Sperrventil und die von Gabler eingebaute Manualkoppel. Die Blasebälge wurden geflickt und ungünstig unter dem Dach des Seitenschiffs aufgestellt. Die Kosten für Versetzung und Reparatur betrugen 1.200 Gulden. Am 26. Januar 1828 wurde die Orgel erstmals wieder bespielt, hatte an ihrem neuen Standort aber nicht mehr den Klang wie im Schwalbennest. Das Gehäuse musste neu gebaut werden. Teile des alten Prospekts wurden in eine barocke Kassettendecke im Schloss Illerfeld  in Volkratshofen eingebaut. Nach der Überarbeitung hatte die Orgel folgende Disposition:
| Hauptwerk          |     |
| Principal          | 08′ |
| Coppel             | 08′ |
| Spitzflete         | 08′ |
| Octav              | 04′ |
| Superoctav         | 02′ |
| Sextquialter IV–VI | 01′ |
| Mixtur IV–V        | 01′ |
| Cymbalum IV–V      | 01′ |
|                    |     |
| Tremulant (Adagio) |     |

| Rückpositiv         |     |
| Quintatöne          | 08′ |
| Principal           | 04′ |
| Coppelflete         | 04′ |
| Rohrflete           | 04′ |
| Octav               | 02′ |
| Spitzflete          | 02′ |
| Mixtur III          | 01′ |
| Cymbalum II         | 01′ |
| Trombette           | 08′ |
| Hautbois            | 08′ |
|                     |     |
| Tremulant (Allegro) |     |

| Pedal         |     |
| Prästant      | 16′ |
| Borduenbaß    | 16′ |
| Octavenbaß    | 08′ |
| Violonbaß II  | 08′ |
| Mixturbaß VII | 04′ |
| Posaunenbaß 0 | 08′ |

- Koppeln: RP/HW, HW/P.
- Spielhilfen: Ventil des ganzen Werks, Calcanten-Glöcklein.

### Umbau durch Samuel Friedrich Schäfer 1845

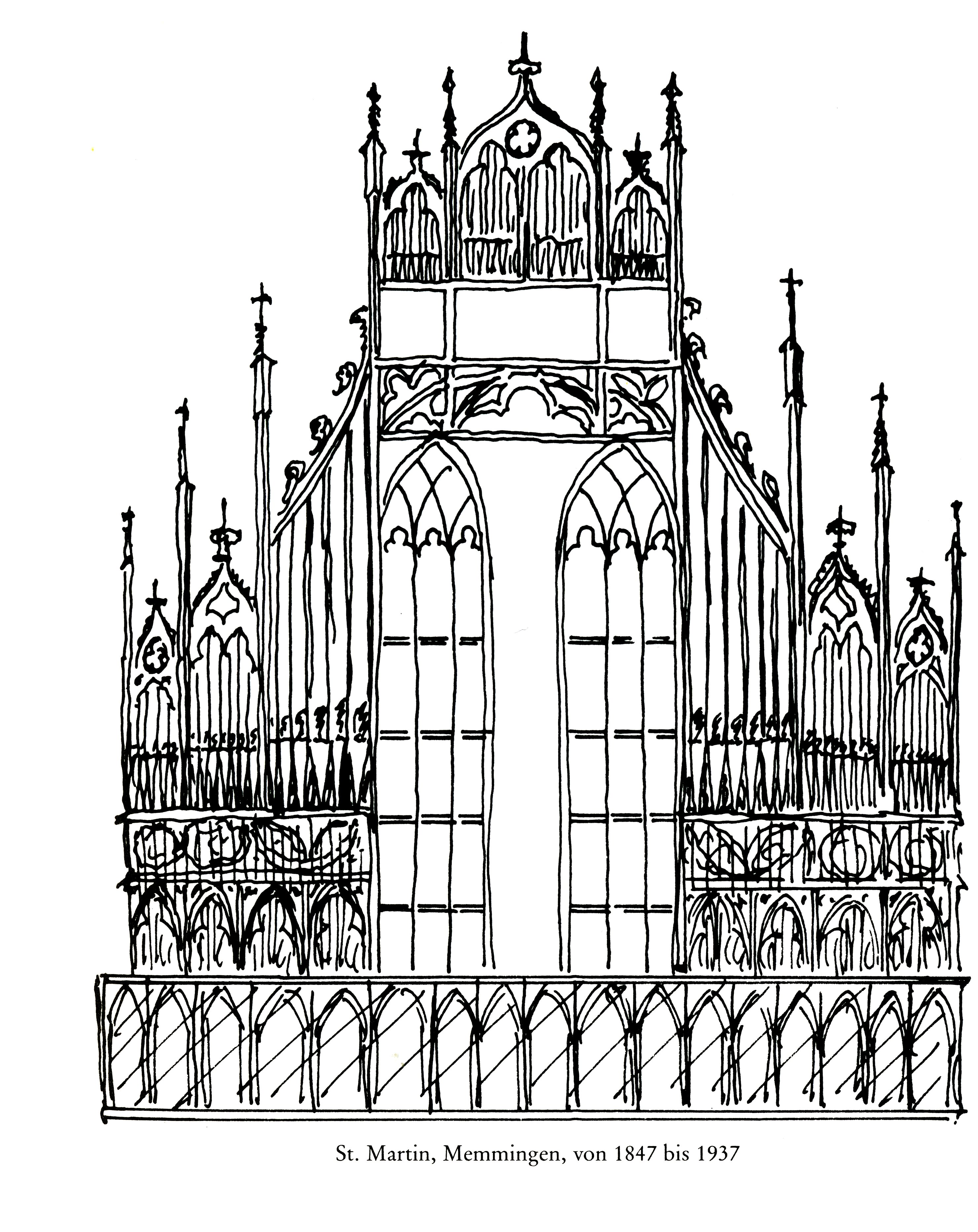
Orgel von 1845

1845 wurde die Orgel an der Westwand durch Samuel Friedrich Schäfer aus Wolfschlugen umgebaut. Zwischen dem 15. April und dem 25. Mai 1845 diente ein Positiv zum kirchlichen Gebrauch. Der neugotische Prospekt der umgebauten Orgel, die im Sommer 1847 fertiggestellt wurde, bestand aus zwei Gehäuseteilen mit je drei spitzbogigen Pfeifenfeldern, die seitlich von der Fensterwand von innen nach außen abfallend gruppiert waren. Das Instrument war allerdings unbrauchbar, da Schäfer die wiederverwendeten alten Register und die neu entwickelten Kegelladen nicht fachgerecht zusammengebaut hatte. Der Umbau kostete 4.800 Gulden für die Orgel und 400 Gulden für die Blasebalgkammer.
Die Disposition war wie folgt gegliedert:
| Hauptwerk C–f3 |        |
| Quintatön      | 16′    |
| Principal      | 08′    |
| Coppel         | 08′    |
| Spitzflöte     | 08′    |
| Viola da gamba | 08′    |
| Octav          | 04′    |
| Superoctav     | 02′    |
| Sesquialter    |        |
| Mixtur         | 02 ⁄3′ |

| Oberwerk    |       |
| Salicional  | 08′   |
| Quintatön   | 08′   |
| Principal   | 04′ 0 |
| Coppelflöte | 04′   |
| Dolce       | 04′   |
| Octav       | 02′   |
| Spitzflete  | 02′   |
| Mixtur      |       |

| Pedal C–c1    |         |
| Prästant      | 16′     |
| Subbaß        | 16′     |
| Violonbaß     | 16′     |
| Octavbaß      | 08′     |
| Violonbaß     | 08′     |
| Quintbaß      | 05 1⁄3′ |
| Posaunenbaß 0 | 16′     |
| Posaune       | 08′     |
| Clairon       | 04′     |

### Neubau durch Walcker und Spaich 1853

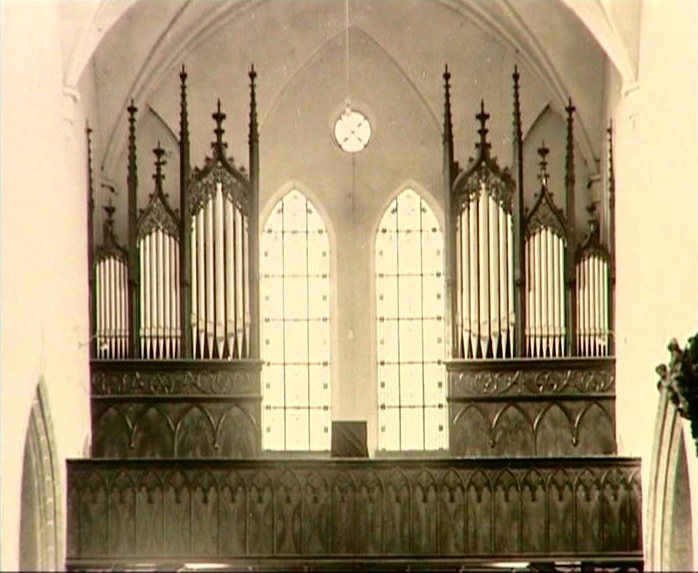
Die Orgel von 1853

1853 wurde eine neue Orgel angeschafft. Das neugotische Gehäuse und die Orgel wurden von der Orgelbauwerkstatt Walcker und Spaich aus Ludwigsburg gebaut, die schon kurz vorher eine neue Orgel für die Frauenkirche angefertigt hatte. Bei der Orgelprobe am 11. Juli 1853 bezeichnete der Augsburger Kapellmeister Karl Ludwig Drobisch das Instrument als „vollkommen gelungen und meisterhaft“. Die Empore musste für die neue Orgel, die 5.700 Gulden kostete, vergrößert werden. Das alte Werk nahm Walcker in Zahlung. Mit der neuen Orgel kam die Orgelmusik in der Kirche wieder in das Blickfeld der Öffentlichkeit. Das Instrument wurde 1900 von Steinmeyer repariert und ein neues Gebläse eingebaut.
Die Orgel hatte folgende Disposition:
| I. Manual C–f3 |        |
| Principal      | 16′    |
| Principal      | 08′    |
| Flöte          | 08′    |
| Gamba          | 08′    |
| Salicional     | 08′    |
| Gedackt        | 08′    |
| Octav          | 04′    |
| Traversflöte   | 04′    |
| Gedackt        | 04′    |
| Quint          | 02 ⁄3′ |
| Waldflöte      | 02′    |
| Mixtur VI      | 02 ⁄3′ |
| Scharf III     | 01′    |
| Trompete       | 08′    |

| II. Manual C-f3 |       |
| Gedackt         | 16′   |
| Principal       | 08′   |
| Liebl. Gedackt  | 08′   |
| Dolce           | 08′   |
| Harmonika       | 08′   |
| Gemshorn        | 04′   |
| Viola           | 04′   |
| Rohrflöte       | 04′   |
| Octav           | 02′   |
| Cornet V        | 2 ⁄3′ |
| Bassethorn      | 08′   |

| Pedal C-d1     |     |
| Principalbaß 0 | 16′ |
| Subbaß         | 16′ |
| Violon         | 16′ |
| Octavbaß       | 08′ |
| Violon         | 08′ |
| Octav          | 04′ |
| Posaune        | 16′ |
| Fagott         | 08′ |

### Erweiterung durch Ott 1938

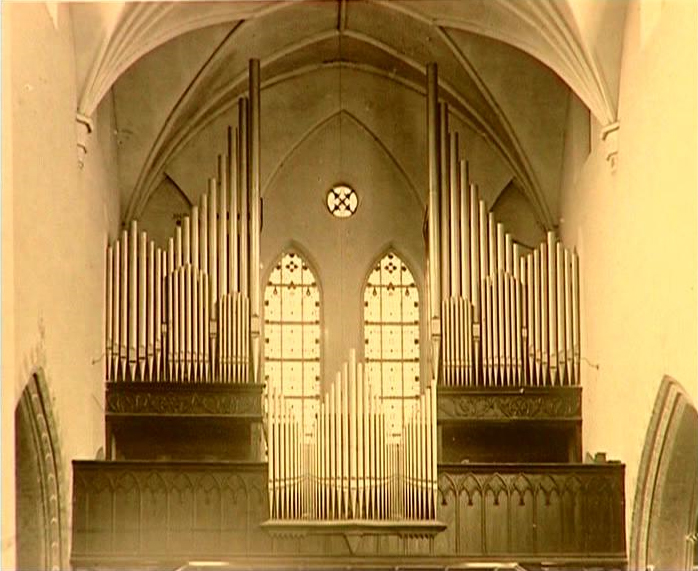
Die Orgel von 1938

Die 1924 geplante Erweiterung der Walckerorgel wurde 1938 von Paul Ott aus Göttingen umgesetzt. Hauptwerk, Schwellwerk und Pedal hatten Kegelladen, das neue Rückpositiv hatte Schleifladen. Die Steuerung erfolgte durch eine elektrische Traktur. Der Prospekt musste durch die Erweiterung verändert werden. Die neugotischen Aufbauten wurden zugunsten eines Freipfeifenprospekts aufgegeben. Auf einer Einbauempore befanden sich links und rechts je drei Pfeifenfelder, die von außen nach innen abfielen. Die Mitte wurde freigehalten, sodass die doppelten Emporenfenster sichtbar waren. Hinter den Manualwerken standen die Pedalpfeifen nach C- und Cis-Lade geteilt, der Größe nach von innen nach außen absteigend. Unter der Empore war das Rückpositiv, das drei Pfeifengruppen in Form eines W beinhaltete, mittig in die Brüstung eingelassen.
Die Disposition war nach dem Umbau wie folgt gegliedert:
| Hauptwerk C-f3 |        |
| Principal      | 16′    |
| Principal      | 08′    |
| Holzflöte      | 08′    |
| Gamba          | 08′    |
| Octav          | 04′    |
| Kleingedackt   | 04′    |
| Nasat          | 02 ⁄3′ |
| Octav          | 02′    |
| Waldflöte      | 02′    |
| Mixtur V–VI    |        |
| Scharf III     |        |
| Trompete       | 16′    |
| Trompete       | 08′    |
| Trompete       | 04′    |

| Schwellwerk C-f3 |     |
| Quintade         | 16′ |
| Principal        | 08′ |
| Lieblich Gedackt | 08′ |
| Dolce            | 08′ |
| Principal        | 04′ |
| Gemshorn         | 04′ |
| Rohrflöte        | 04′ |
| Hohlflöte        | 02′ |
| Mixtur V         |     |
| Fagott           | 16′ |
| Dulcian          | 08′ |
|                  |     |
| Tremulant        |     |

| Rückpositiv C-f3 |         |
| Principal        | 08′     |
| Holzgedackt      | 08′     |
| Octav            | 04′     |
| Blockflöte       | 04′     |
| Sifflöte         | 02′     |
| Terz             | 01 3⁄5′ |
| Quint            | 01 ⁄3′  |
| Nachthorn        | 01′     |
| Scharff IV       |         |
| Rankett          | 16′     |
| Krummhorn        | 08′     |
| Regal            | 04′     |
|                  |         |
| Tremulant        |         |

| Pedal C-f1     |     |
| Principalbaß 0 | 32′ |
| Principal      | 16′ |
| Subbaß         | 16′ |
| Octavbaß       | 08′ |
| Gedackt        | 08′ |
| Octav          | 04′ |
| Mixtur V       |     |
| Posaune        | 16′ |
| Fagott (Tr.)   | 16′ |
| Fagott         | 08′ |
| Trompete       | 04′ |
| Kornett        | 02′ |

- Koppeln: Normalkoppeln.
- 2 freie Kombinationen, 2 freie Pedalkombinationen zu RP und SW
- Zimbelstern

### Neubau durch Walcker 1962

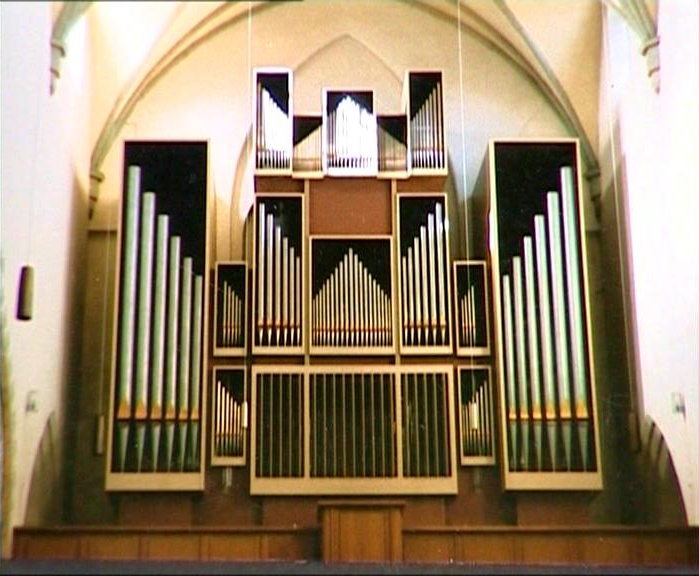
Die Orgel von 1962 kurz vor ihrem Abbruch

Nachdem sich die Kirchengemeinde ein größeres Instrument wünschte, begann man Anfang der 1960er Jahre mit Planungen für eine neue Orgel. 1962 beauftragte die Gemeinde die Firma Walcker aus Ludwigsburg eine neue Orgel an dem bisherigen Standort an der Westwand zu errichten. Die dahinterliegenden großen Fenster wurden dafür zugemauert. Die alte Orgel einschließlich Prospekt wurde entfernt und zerstört. Der neue Prospekt gliederte sich in 14 rechteckige Pfeifenfelder, die in Kästen eingeschlossen waren, und drei Lamellenfelder für den Schwellkasten. Der Prospektentwurf stammte von dem Architekten Wolfgang Gsaenger. Die Mitte war dreigeschossig, unten das Schwellwerk, darüber das dreiachsige Hauptwerk mit niedriger Mitte, ganz oben ein fünfachsiges Oberwerk. Die Klanggestalt folgte zeittypisch neobarocken Vorbildern (Abkehr von der Grundtönigkeit der Romantik, große Vielfalt an Teilton- und Mixturregistern), wobei zur Erweiterung des Spektrums auch ein Schwellwerk eingebaut wurde. Durch kleine Zwischenfelder waren die beiden unteren Ebenen mit den hohen Pedaltürmen verbunden. Weil der Klang nicht mehr befriedigte, und beim Bau der Orgel viel Sperrholz, Spanholz und Schaumstoff verwendet wurde, war es um die technische Haltbarkeit nicht gut bestellt und das Instrument musste etwa 35 Jahre später durch ein neues ersetzt werden. Die Disposition der Walcker-Orgel (opus 3984) war folgende:
| I Kronwerk C–g3    |        |
| Bleigedackt        | 08′    |
| Quintadena         | 08′    |
| Prästant           | 04′    |
| Nachthorn          | 04′    |
| Octave             | 02′    |
| Larigot            | 1 ⁄3′  |
| Sextan             | 1 ⁄7′  |
| Kleinkornett III 0 | 02 ⁄3′ |
| Zimbel IV–V        | 01′    |
| Rankett            | 16′    |
| Tremolo            |        |

| II Hauptwerk C–g3      |         |
| Pommer                 | 16′     |
| Principal              | 08′     |
| Rohrflöte              | 08′     |
| Gemshorn               | 08′     |
| Octave                 | 04′     |
| Kleingedackt           | 04′     |
| Schwiegel              | 02′     |
| Groß-Sesquialtera II 0 | 5 1⁄3′  |
| Rauschquinte II        | 2 ⁄3′   |
| Mixtur VI–VIII         |         |
| Scharff IV             | [ A 3 ] |
| Trompete               | 08′     |
| Clairon                | 04′     |

| III Schwellwerk C–g3 |        |
| Flötenprincipal      | 08′    |
| Weidenpfeife         | 08′    |
| Liebl. Gedeckt       | 08′    |
| Quintflöte           | 5 1⁄3′ |
| Principal            | 04′    |
| Koppelflöte          | 04′    |
| Nasard               | 2 ⁄3′  |
| Waldflöte            | 02′    |
| Terz                 | 1 3⁄5′ |
| Sifflöte             | 01′    |
| None                 | 08⁄9′  |
| Scharffmixtur V–VII  |        |
| Dulzian              | 16′    |
| Oboe                 | 08′    |
| Rohrschalmey         | 04′    |
|                      |        |
| Tremolo              |        |

| Pedal C–f1       |         |
| Untersatz        | 32′     |
| Principalbaß     | 16′     |
| Subbaß           | 16′     |
| Streichbaß       | 16′     |
| Quinte           | 10 2⁄3′ |
| Octavbaß         | 08′     |
| Gedecktbaß       | 08′     |
| Choralbaß III    | 04′     |
| Pommer           | 04′     |
| Rohrquintade     | 02′     |
| Baßkornett IV    | 5 1⁄3′  |
| Mixtur VI        | 2 ⁄3′   |
| Octavkornett III | 02′     |
| Posaune          | 16′     |
| Sordun           | 16′     |
| Trompete         | 08′     |
| Klarine          | 04′     |

- Anmerkungen:

1. ↑  1 1⁄7′+8⁄11′.
2. ↑  5 1⁄3′+3 1⁄5′
3. ↑  terzhaltig
4. ↑  C–A gedeckt
5. ↑  C–H halbe Länge
6. ↑  akustisch
7. ↑  4'+1 1⁄3′+1′
8. ↑  5 1⁄3′+4′+2 2⁄3′+2 2⁄7′
9. ↑  2 2⁄3′+2′+1 1⁄3′+1′+2⁄3′+1⁄2′
10. ↑  2′+1′+4⁄5′
11. ↑  ab B volle Länge

Schleifladen, mechanische Spiel- und elektrische Registertraktur.

### Neubau durch Goll 1998

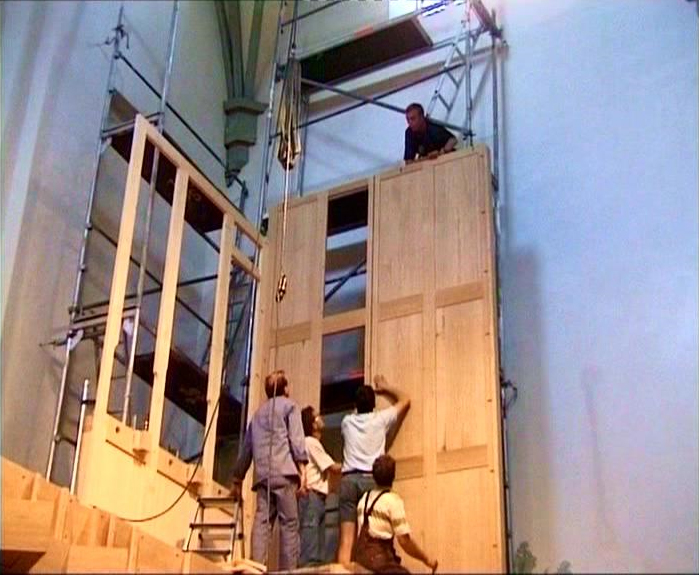
Aufbau der neuen Orgel

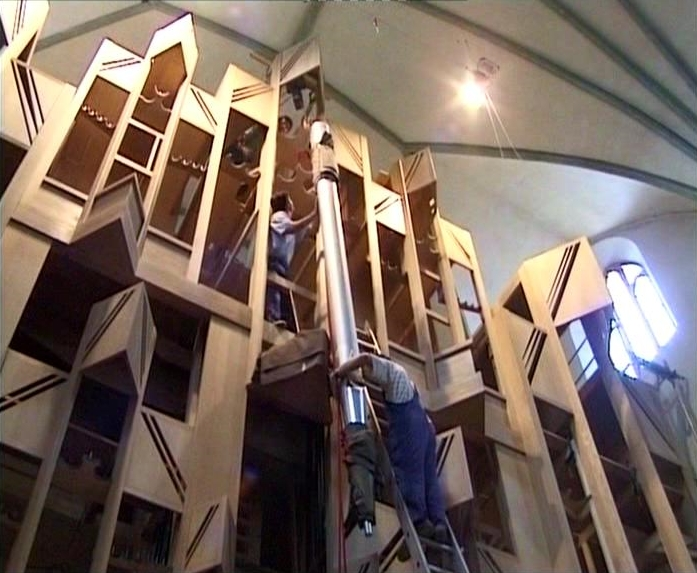
Einsetzen der Orgelpfeifen in das fertiggestellte Gehäuse

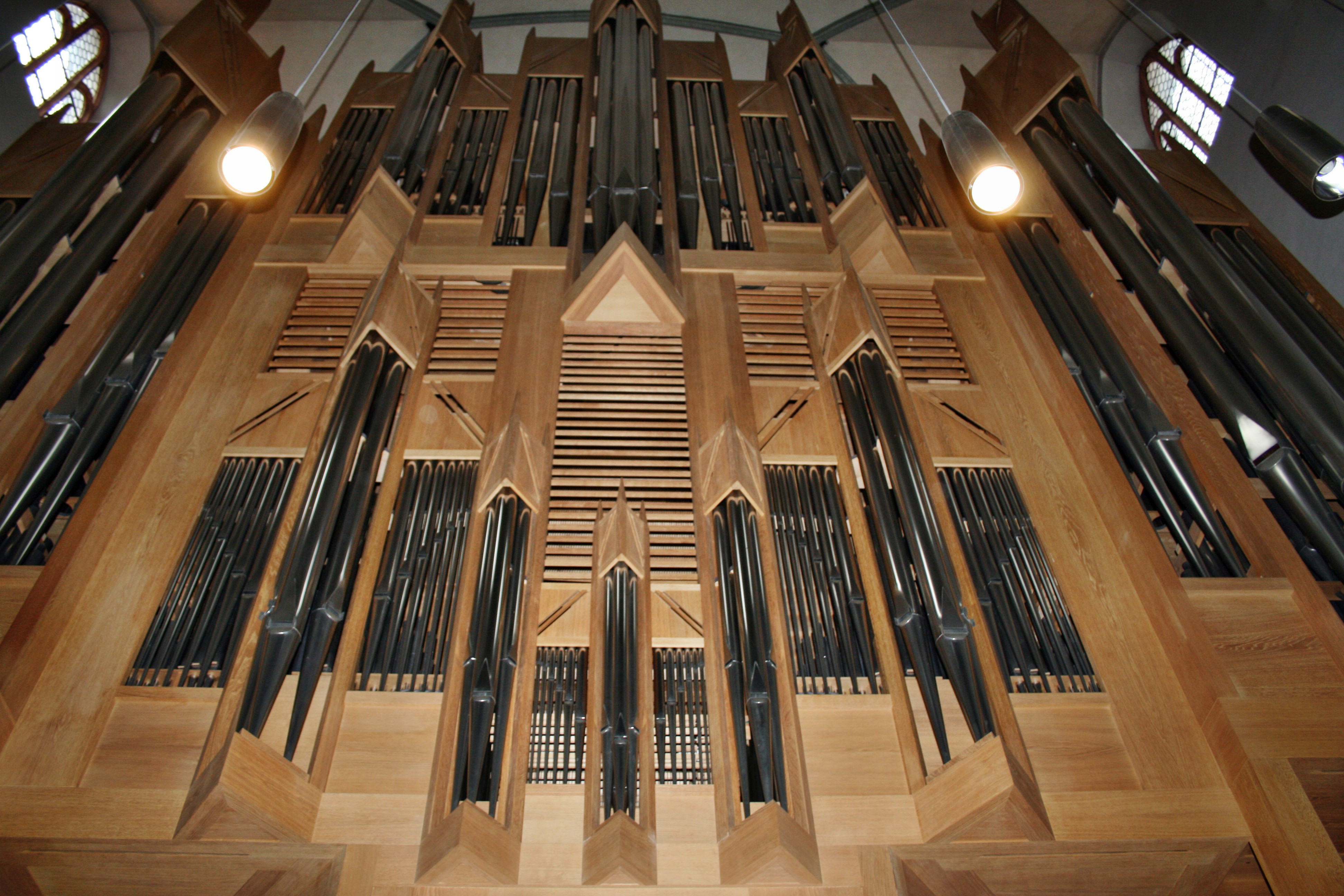
Blick auf die Orgel von der Empore

Mit dem Amtsantritt von Hans-Eberhard Roß 1991 wurde in der Kirchengemeinde ein neues Orgelkonzept erarbeitet, da das bisherige Instrument nicht mehr reparierbar war. Es sollte eine große moderne Orgel am bisherigen Standort an der Westwand installiert werden. Die schwache Resonanz des 72 Meter langen und 20 Meter hohen Kirchenraumes machte es erforderlich, den Bass- und den Mitteltonbereich kraftvoll und doch variabel zu gestalten. Man entschloss sich, eine symphonische Orgel nach französischem Vorbild anzuschaffen. Die Mitglieder der Kirchengemeinde wurden in das Orgelprojekt einbezogen, indem der Kirchenvorstand Fahrten zu den in Frage kommenden fünf Orgelbauern anbot. Die neue Orgel aus dem Hause Goll wurde am 8. November 1998 eingeweiht. Sie kostete 2,2 Millionen DM; davon wurden 2 Millionen DM mit Spenden und etwa 200.000 DM mit öffentlichen Zuschüssen finanziert. Die erste Rate wurde 1994 überwiesen, die letzte mit der Einweihung der Orgel 1998.
Die Orgel besitzt vier Manuale und ein Pedal mit zusammen 62 Registern und 4.285 Pfeifen. Sie nimmt die Westfassade ab der ersten Empore mit Ausnahme des Teils über dem Brauttor ein. Das Gehäuse hat eine schlichte Form, die durch das unbehandelte Eichenholz einen starken architektonischen Akzent setzt. Es ist 9,10 Meter breit, 13,9 Meter hoch und nur 2,80 Meter tief. Die ansteigenden Läufe der Prospektpfeifen erzeugen eine starke, besonders in den Positivfeldern auffällige Vertikalwirkung. Die gotische Bewegung „himmelwärts“ wird kontrapunktiert durch die Schleierbretter, die eine dachähnliche Bewegung imitieren. Dabei ist kein Feld gleich. Dazu kommen auslaufende und sich verjüngende Spitzen und kleine Turmaufsätze. Diese Stilelemente sind schlicht-moderne Übertragungen gotischer Elemente.
Hauptwerk, Pedal und Positiv sind von außen erkennbar, Récit und Solowerk sind innerhalb des Gehäuses untergebracht. Das mit 18 Registern besetzte Schwellwerk steht hinter dem Ziergitter zwischen Positiv und Hauptwerk. Die drei Zungenregister des Solowerkes sind oben hinter dem Hauptwerk liegend angebracht. Sie wurden als englische Tuben gebaut, damit sie ihre Kraft vom Grundton her entwickeln und nicht durch obertonreiche Schärfe klanglich aufgesetzt wirken. Dieser Werkaufbau erlaubte es, die Trakturen einarmig und mit einem Minimum an Winkeln und Umlenkungen zu bauen. Die einfache Trakturführung mit wenig Masse und geringen Reibungsverlusten macht es möglich, dass alle Koppeln rein mechanisch gebaut werden konnten. Es gibt keine Barkerhebel oder Balanciers. Dennoch ist das Werk mit gekoppelten Manualen für das romantisch-virtuose Spiel nutzbar. Alle Werke besitzen Schleifladen.
Die Elektrogebläse speisen zwei getrennte Windkreisläufe.
Die Registertraktur ist mechanisch und elektrisch als Doppelregistratur angelegt. Die leicht greifbaren Registerzüge machen es möglich, drei oder vier Register auf einmal zu ziehen. Die zusätzlich eingebaute Setzeranlage mit vier mal acht Kombinationen auf 99 Ebenen verfügt über ein Diskettenlaufwerk, mit dem sich Registrierungen speichen und abrufen lassen. So war es möglich, den Spieltisch sehr schlicht zu gestalten. Neben der Setzerleiste unter dem ersten Manual gibt es nur noch die vier Pedalkoppeln und Sequenzer vorwärts und rückwärts als Fußtritte.
Auf der Orgelempore ist Platz für etwa 70 Chorsänger oder ein größeres Orchester. Die Brüstung ist mit dünnen Drahtseilen abgegrenzt. Die Rückenlehnen der Bänke im vorderen Hauptschiff der Kirche sind umklappbar. So können etwa 300 Zuhörer bei Orgelkonzerten so sitzen, dass sie Instrument und Spieler sehen.
Der Treppenaufgang umschließt eine Säule, auf der sich die König-David-Figur befindet, die bereits Bestandteil der Schwalbennestorgel von 1598 war. Im „Lautsprechergitter“ der Außentüren des Gehäuses befinden sich jeweils drei Figuren, die Orgelbauertätigkeiten darstellen. Nach Plänen von Jakob Schmidt (Orgelbau Goll) wurden sie von der Luzerner Kunstschnitzerin Vreni Tscholitsch geschaffen.
Die Disposition wurde von den Orgelsachverständigen Thomas Rothert und Hans-Eberhard Roß zusammen mit Beat Grenacher (Orgelbau Goll) entwickelt. Verwirklicht wurde eine individuelle Disposition, wenngleich das Klangbild aufgrund der bassschwachen Akustik der Kirche an den Orgeln Cavaillé-Colls ausgerichtet wurde.
Das Jahr über finden Orgelkonzerte und Sinfoniekonzerte mit Orgelbegleitung statt. Auf dem Instrument wurden auch zahlreiche Aufnahmen eingespielt.

## Disposition seit 1998
| I Hauptwerk C–c4 |             |        |
| 01.              | Prästant    | 16′    |
| 02.              | Prinzipal   | 08′    |
| 03.              | Doppelflöte | 08′    |
| 04.              | Gedeckt     | 08′    |
| 05.              | Gambe       | 08′    |
| 06.              | Oktave      | 04′    |
| 07.              | Flöte       | 04′    |
| 08.              | Quinte      | 02 ⁄3′ |
| 09.              | Oktave      | 02′    |
| 10.              | Mixtur IV   | 01 ⁄3′ |
| 11.              | Cymbel IV   | 01′    |
| 12.              | Cornett V   | 08′    |
| 13.              | Fagott      | 16′    |
| 14.              | Trompete    | 08′    |
| 15.              | Klarine     | 04′    |
|                  | Tremblant   |        |

| II Positiv C–c4 |                  |         |
| 16.             | Montre           | 08′     |
| 17.             | Flûte à fuseau   | 08′     |
| 18.             | Salicional       | 08′     |
| 19.             | Prestant         | 04′     |
| 20.             | Flûte à cheminée | 04′     |
| 21.             | Nasard           | 02 ⁄3′  |
| 22.             | Flageolet        | 02′     |
| 23.             | Tierce           | 01 3⁄5′ |
| 24.             | Larigot          | 01 ⁄3′  |
| 25.             | Fourniture IV    | 01 ⁄3′  |
| 26.             | Ranquette        | 16′     |
| 27.             | Trompette        | 08′     |
| 28.             | Cromorne         | 08′     |
|                 | Tremblant        |         |

| III Récit C–c4 |                      |         |
| 29.            | Bourdon              | 16′     |
| 30.            | Diapason             | 08′     |
| 31.            | Cor de nuit          | 08′     |
| 32.            | Flûte harmonique     | 08′     |
| 33.            | Gambe                | 08′     |
| 34.            | Voix céleste         | 08′     |
| 35.            | Viole                | 04′     |
| 36.            | Flûte octaviante     | 04′     |
| 37.            | Nasard harmonique    | 02 ⁄3′  |
| 38.            | Octavin              | 02′     |
| 39.            | Tierce harmonique    | 01 3⁄5′ |
| 40.            | Piccolo              | 01′     |
| 41.            | Plein jeu harm. II–V | 02′     |
| 42.            | Bombarde             | 16′     |
| 43.            | Trompette harmonique | 08′     |
| 44.            | Hautbois             | 08′     |
| 45.            | Voix humaine         | 08′     |
| 46.            | Clairon harmonique   | 04′     |
|                | Tremblant            |         |

| IV Solo C–c4 |                  |     |
| 47.          | Tuba magna       | 16′ |
| 48.          | Tuba mirabilis 0 | 08′ |
| 49.          | Clairon          | 04′ |

| Pedal C–g1 |                  |        |
| 50.        | Grand Bourdon    | 32′    |
| 51.        | Contrebasse      | 16′    |
| 52.        | Soubasse         | 16′    |
| 53.        | Basse            | 08′    |
| 54.        | Flûte            | 08′    |
| 55.        | Violoncelle      | 08′    |
| 56.        | Octave           | 04′    |
| 57.        | Fourniture IV    | 02 ⁄3′ |
| 58.        | Contrebombarde 0 | 32′    |
| 59.        | Bombarde         | 16′    |
| 60.        | Posaune          | 16′    |
| 61.        | Trompette        | 08′    |
| 62.        | Clairon          | 04′    |

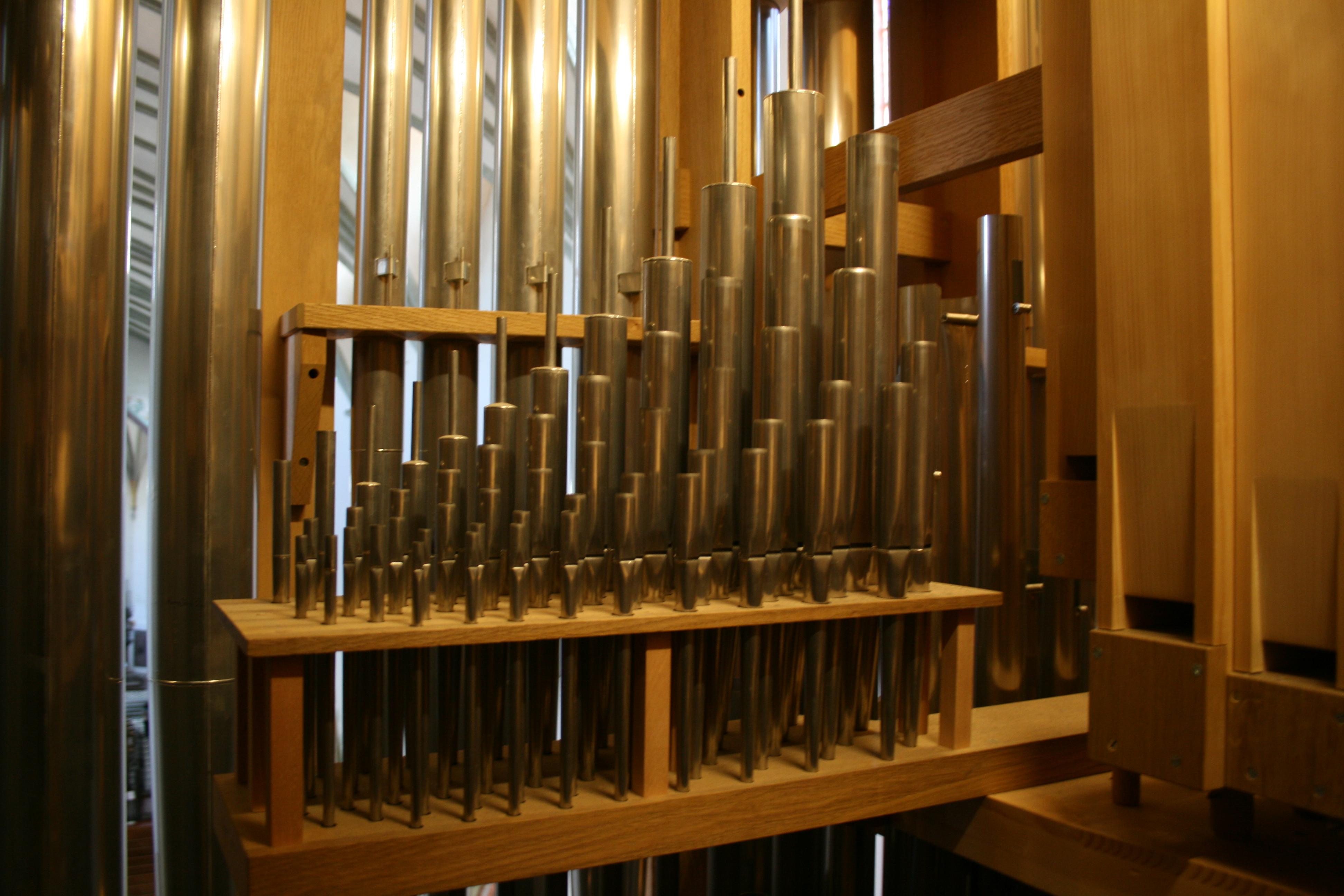
Freistehendes Kornett

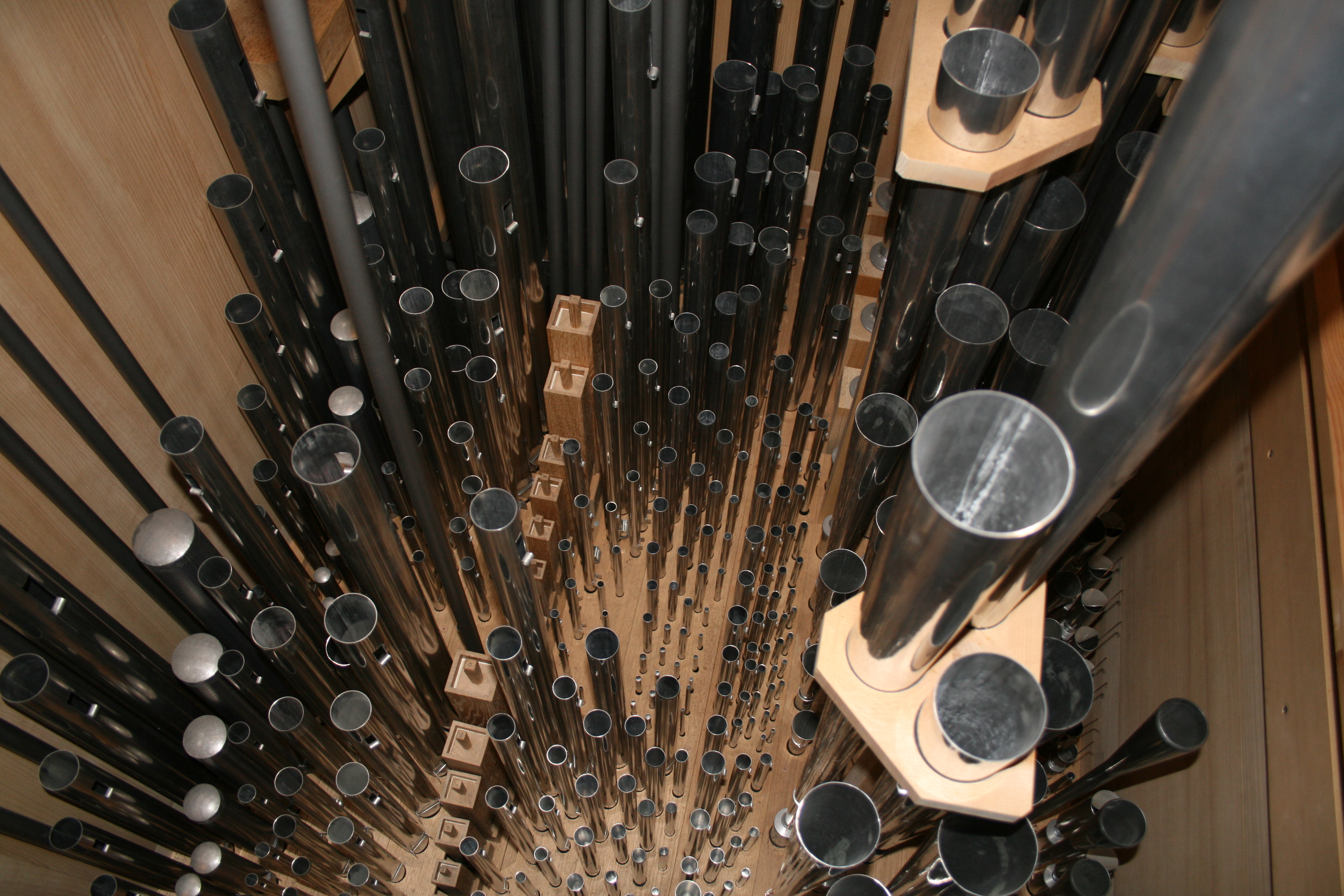
Blick ins Orgelinnere

- Koppeln: II/I, III/I, IV/I, III/II, IV/III, I/P, II/P, III/P, IV/P.
- Spielhilfen: Elektronische Setzeranlage mit Sequenzschalter und Diskettenlaufwerk.

## Technische Daten

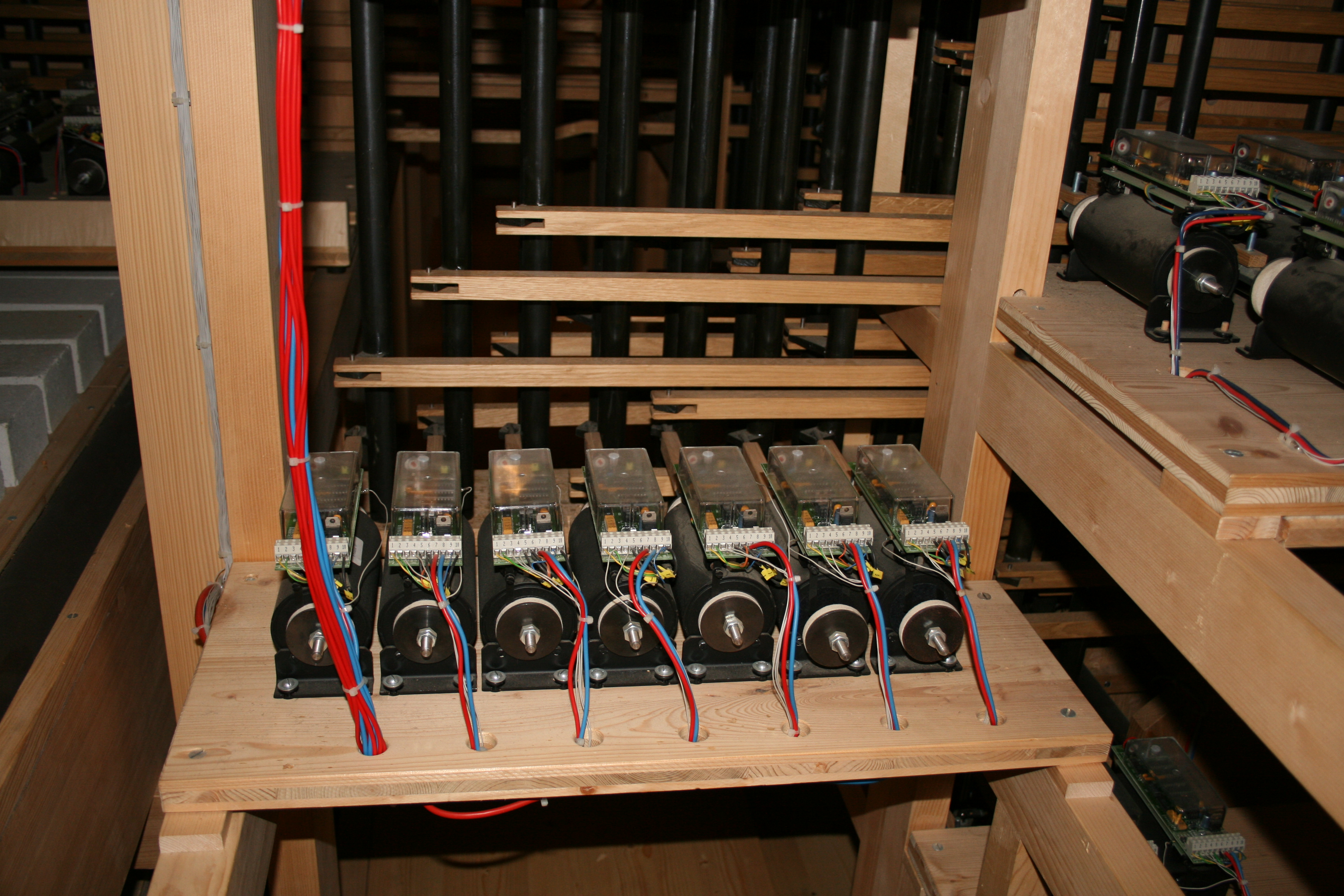
Elektrische Schleifenzugmagnete

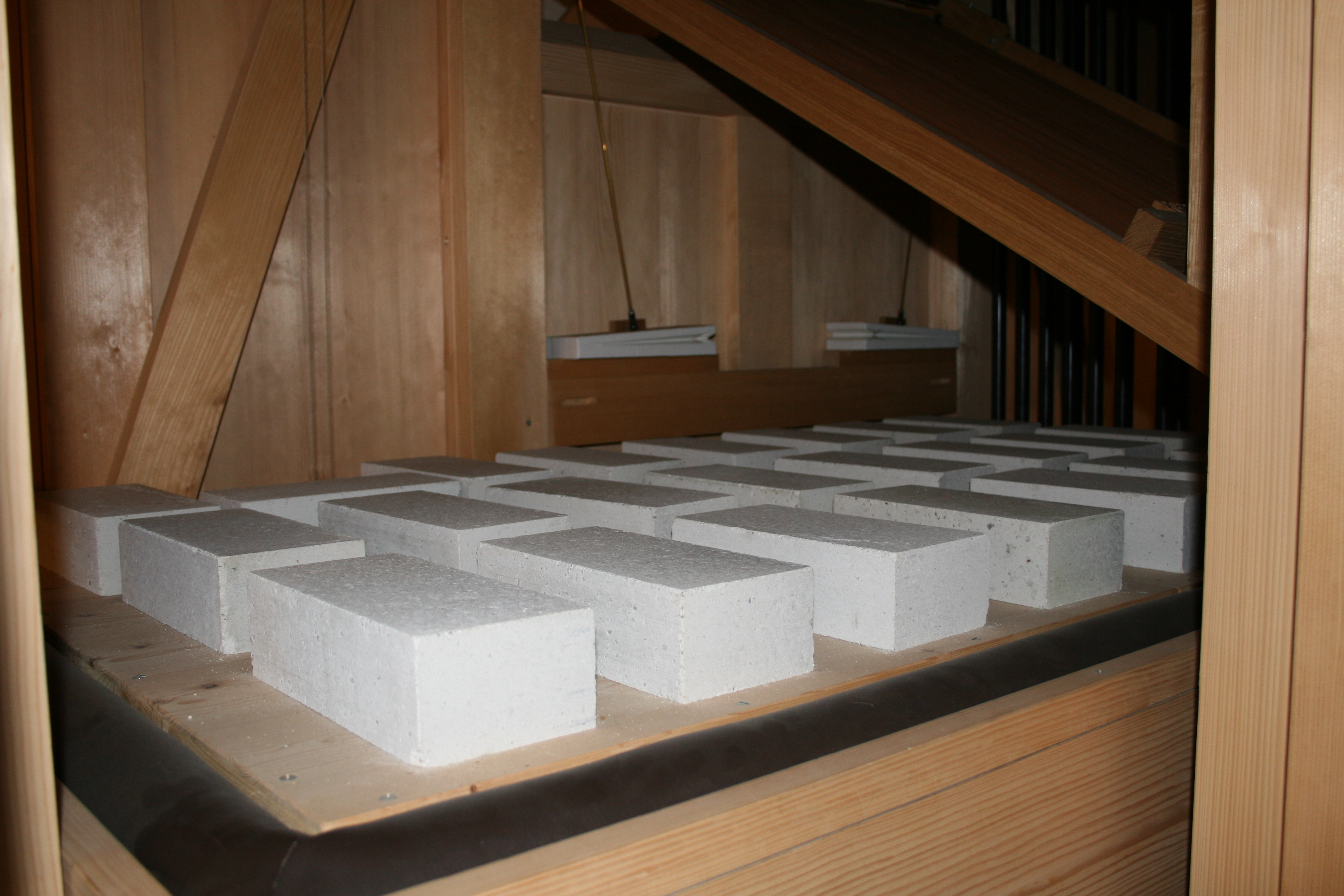
Einer der Magazinbälge mit Gewichtsteinen. Im Hintergrund rechts zwei von drei vorhandenen Tremulanten

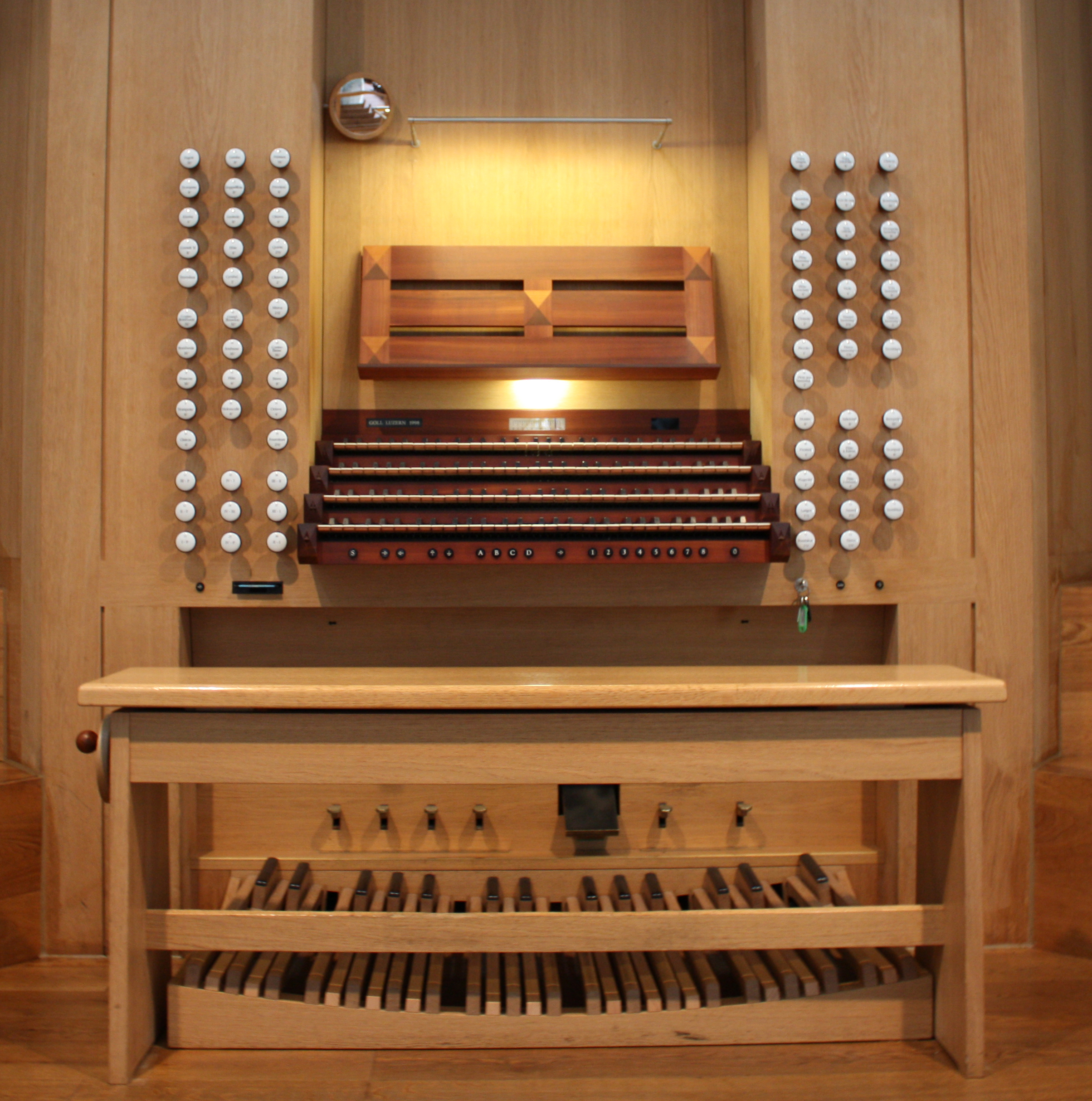
Spieltisch der neuen Orgel

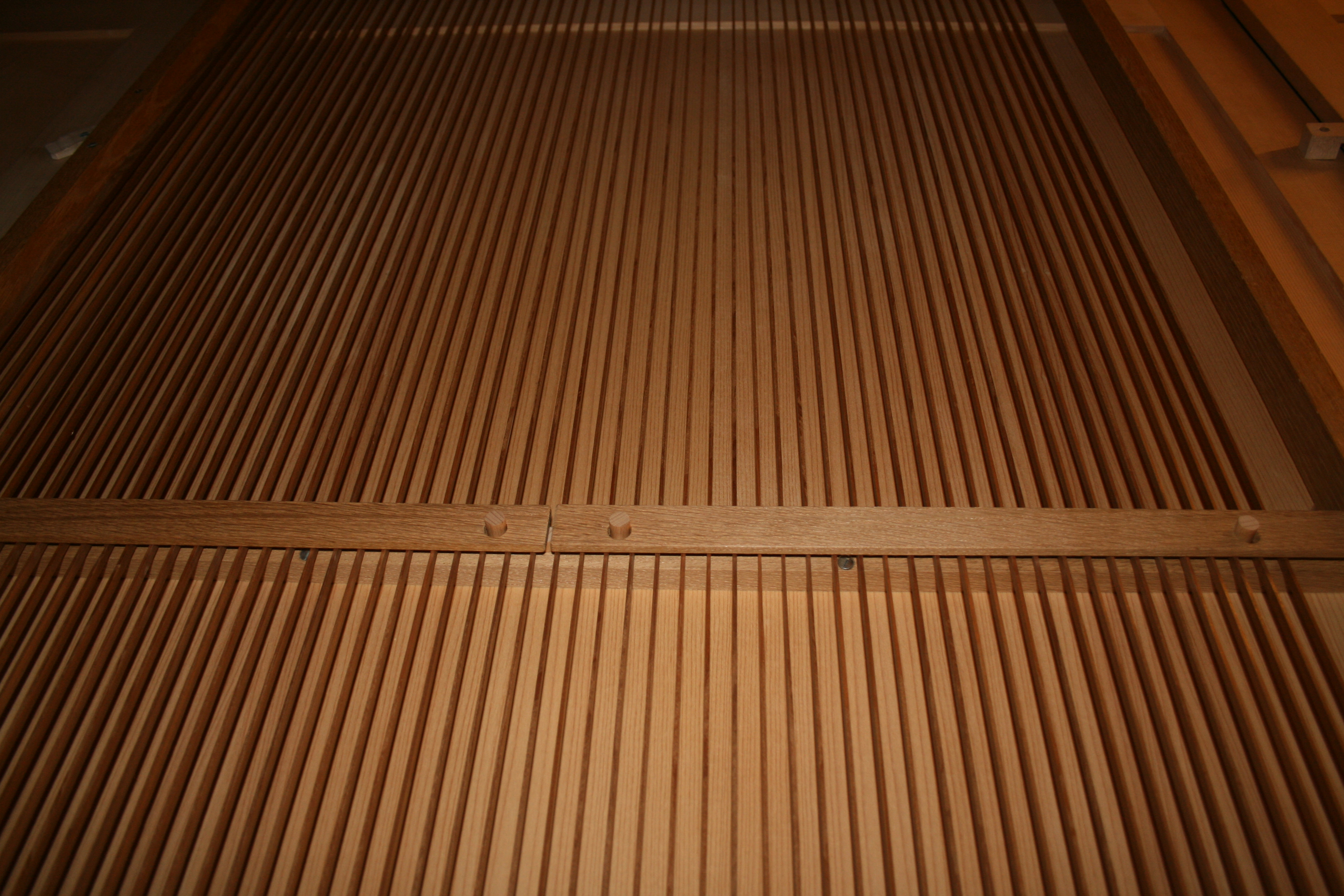
Abstrakten der mechanischen Spieltraktur in der Orgel

- 62 Register, 82 Pfeifenreihen, 4.285 Pfeifen.
- Körperlänge der größten Pfeife: 4,80 Meter.
- Körperlänge der kleinsten Pfeife: 15 mm.
- Gewicht der Orgel: 16.000 kg.
- Gehäuse/Prospekt:
  - Material: Eichenholz.
  - Höhe: 13,9 m.
  - Breite: 9,10 m.
  - Tiefe: 3,72 m.
- Details der elektrischen Anlagen:
  - Spannung: 24 V.
- Windversorgung:
  - Gebläse: 2 Windmotoren.
  - Luftleistung: 28/15 m³, Winddrücke 120/135 mmWS.
  - Bälge: 5 Stück.
  - Winddrücke:
  - Hauptwerk: 80 mmWS.
  - Positiv: 75 mmWS.
  - Récit: 90 mmWS.
  - Solo: 125 mmWS.
  - Pedal: 80 mmWS.
- Spieltisch(e):
  - Spielschrank.
  - Pedal: Parallel, doppelt geschweift.
  - Registerzüge: Zwetschgenholz mit eingelegtem Porzellanschild.
- Traktur:
  - Tontraktur: Mechanisch.
  - Registertraktur: Mechanisch und Elektrisch (Doppeltraktur).
- Stimmung:
  - Höhe a1 = 440 Hz bei 14 °C.
  - Stimmung gleichschwebend.

## Organisten
- 1950: Hermann Pauli
- 1958–1990: Rudolf Ellwein (1927–2008)
- Seit 1991: Hans-Eberhard Roß (* 1962)

## Aufnahmen/Tonträger
- Die Goll-Orgel von St. Martin in Memmingen. 1999, Organum OGM 990035, CD (Hans-Eberhard Roß spielt Gigout, Franck, Bach, Eben, Vierne, Widor). Auch erschienen als Mon orgue c’est mon orchestre.
- Die große Goll-Orgel von St. Martin Memmingen. 1999, IFO records 00045, CD (Hans-Eberhard Roß spielt Werke von Eben, Franck, Pierné, Vièrne und Bach).
- Jan Welmers – Minimal Music for Organ. 2000, Audite aud 97.474, CD (Markus Goecke).
- Spiritual Movement Nr. 1 an der Goll-Orgel von St. Martin in Memmingen. 2002, Bebab Records München, CD (Barbara Dennerlein).
- Petr Eben – Das Orgelwerk Vol. 1. 2002, Motette-Ursina 12911, CD (Gunther Rost spielt Eben: Faust, Mutationes).
- Romantic and Virtuoso Works for Organ Vol. 1: Janes Parker-Smith At The Goll Organ Of St. Martin Memmingen. 2003, Avie Records AV 0034, CD (Werke von Lanquetuit, Boulnois, Mulet, Jongen, Whitlock, Demessieux, Bowen und Middelschulte).
- César Franck: Complete Organ Works Vol. 1 – From Prodigy to Composer. 2004, Audite aud 91.518, 2 SACD (Hans-Eberhard Roß).
- César Franck: Complete Organ Works Vol. 2 – Unrecognised Greatness. 2004, Audite aud 91.519, 2 SACD (Hans-Eberhard Roß).
- César Franck: Complete Organ Works Vol. 3 – Fulfilment and Farewell. 2004, Audite aud 91.520, 2 SACD (Hans-Eberhard Roß).
- Phantomes – An Organ Spectacular. 2004, Oehms OC 606, SACD (Harald Feller spielt Werke von Bach, Rossini/Lemare, Vierne, Rota, Williams/Feller, Schneider).
- César Franck. Jean Langlais. 2007, MDG 906 1437-6, SACD (Ulfert Schmidt).
- Marcel Dupré: Les vèpres de la Vierge. 2008, MOT 50854, SACD (Harald Feller (Orgel), Cantando Praedicare Göttingen unter der Leitung von Johanna Grüger).
- Faszination Orgel 1. 2009, CD (Hans-Eberhard Roß spielt Werke von Bach, Naujalis, Eben, Albéniz und Widor).
- Gloria. 2009, CD (Hedwig Bilgram (Orgel) und Gábor Boldoczki (Trompete) spielen Werke von Bach, Purcell, Albinoni, Händel und Stanley, Caccini und Gounod).
- Memminger Orgelfeuerwerk.  2009, Sonntagsblatt, CD (Hans-Eberhard Roß spielt Werke von Bach, Widor, Boëllmann, Vierne und Langlais; Teil des Orgel-Literaturkanons des Sonntagsblatts).
- Sechs Sinfonien von Louis Vierne. CD, Audite-Verlag, Organist Hans-Eberhard Roß, 2014[17]

## Film
- Faszination Orgel – Die Goll-Orgel von St. Martin Memmingen. 1998, Video Produktion Scholz Memmingen, Spieldauer 45 Minuten, Herausgeber: Ev.-luth. Kirchengemeinde St. Martin Memmingen; Filmausschnitte.